# جون ماكالوم (سياسي)
جون ماكالوم هو دبلوماسي واقتصادي وأستاذ جامعي وسياسي كندي، ولد في 9 أبريل 1950 في مونتريال في كندا. نشط حزبياً في الحزب الليبرالي الكندي.

## مناصب
- في الانتخابات الاتحادية الكندية 2011 [الإنجليزية]‏، انتخب عضو مجلس العموم الكندي عن دائرة Markham—Unionville (federal electoral district) [الإنجليزية]‏ وقد انضم خلال فترته النيابية [الإنجليزية]‏ (2 مايو 2011 – 18 أكتوبر 2015) للكتلة البرلمانية الحزب الليبرالي الكندي.
- في الانتخابات الاتحادية الكندية 2008 [الإنجليزية]‏، انتخب عضو مجلس العموم الكندي عن دائرة Markham—Unionville (federal electoral district) [الإنجليزية]‏ وقد انضم خلال فترته النيابية [الإنجليزية]‏ (14 أكتوبر 2008 – 1 مايو 2011) للكتلة البرلمانية الحزب الليبرالي الكندي.
- انتخب عضو مجلس العموم الكندي عن دائرة Markham—Unionville (federal electoral district) [الإنجليزية]‏ وقد انضم خلال فترته النيابية [الإنجليزية]‏ للكتلة البرلمانية الحزب الليبرالي الكندي.
- انتخب عضو مجلس العموم الكندي عن دائرة Markham—Unionville (federal electoral district) [الإنجليزية]‏ وقد انضم خلال فترته النيابية [الإنجليزية]‏ للكتلة البرلمانية الحزب الليبرالي الكندي.
- انتخب عضو مجلس العموم الكندي عن دائرة Markham (federal electoral district) [الإنجليزية]‏ وقد انضم خلال فترته النيابية [الإنجليزية]‏ للكتلة البرلمانية الحزب الليبرالي الكندي.
- انتخب عضو مجلس العموم الكندي عن دائرة Markham—Thornhill (federal electoral district) [الإنجليزية]‏ وقد انضم خلال فترته النيابية [الإنجليزية]‏ ( – 1 فبراير 2017) للكتلة البرلمانية الحزب الليبرالي الكندي.
- انتخب سفير كندا لدى الصين ‏ (18 مارس 2017 – 26 يناير 2019).
- انتخب وزير الهجرة واللاجئين والجنسية [الإنجليزية]‏ (4 نوفمبر 2015 – 10 يناير 2017).
- انتخب وزير الدفاع الوطني [الإنجليزية]‏ (26 مايو 2002 – 11 ديسمبر 2003).
- انتخب وزير شؤون المحاربين القدامى [الإنجليزية]‏ (12 ديسمبر 2003 – 19 يوليو 2004).
- انتخب وزير الدخل القومي [الإنجليزية]‏ (19 يوليو 2004 – 5 فبراير 2006).
- انتخب عضو مجلس العموم الكندي عن دائرة Markham—Thornhill (federal electoral district) [الإنجليزية]‏ (27 نوفمبر 2000 – 19 أكتوبر 2015).

## وصلات خارجية
- الموقع الرسمي